# Matai
De matai (Prumnopitys taxifolia) is een conifeer uit de familie Podocarpaceae. De boom is endemisch in Nieuw-Zeeland, waar deze voorkomt op het Noordereiland en het Zuidereiland. Verder komt de soort ook voor op Stewarteiland, maar is daar zeldzaam. De soort staat op de Rode Lijst van de IUCN geklasseerd als 'niet bedreigd'.